# Can Riera (Maià de Montcal)
Can Riera és un mas al terme municipal de Maià de Montcal (Garrotxa) catalogat a l'Inventari del Patrimoni Arquitectònic de Catalunya. Gran casal de planta rectangular i teulat a dues aigües, amb els vessants vers les façanes laterals. Disposa de baixos i dos pisos superiors. Va ésser bastida amb pedra poc treballada del país, llevat dels carreus emprats en les obertures i cantoneres. La façana principal està orientada a migdia, lloc on s'hi pot veure la porta d'entrada principal, formada per un arc rebaixat. La dovella central té una inscripció que diu: "FOU FET PER/ TOMAS RIERA/ 1870". El primer pis s'obren tres balcons sense ornamentació, mentre que el superior té el mateix nombre de finestres. Les façanes laterals demostren una cronologia més antiga que la façana de migdia. Pel costat de ponent està unida a la senzilla casa dels masovers. Can Riera havia tingut un pati-jardí orientat al costat del sol, tancat per murs i una porta de carreus ben tallats hi donava accés; les restes d'aquesta encara són visibles malgrat l'estat d'abandó general en què es troba el mas.